# Quadricalcarifera didyma
Quadricalcarifera didyma är en fjärilsart som beskrevs av Sergius G. Kiriakoff 1967. Quadricalcarifera didyma ingår i släktet Quadricalcarifera och familjen tandspinnare. Inga underarter finns listade.